# Dornoch (Scozia)

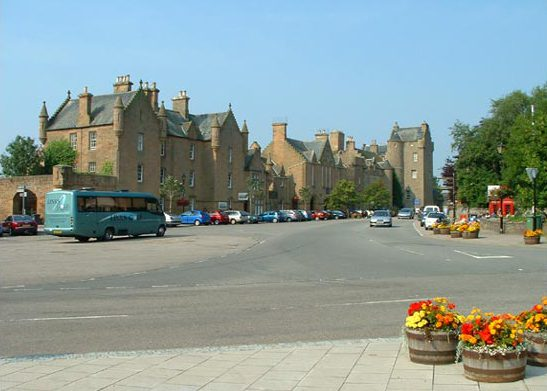
La via principale di Dornoch

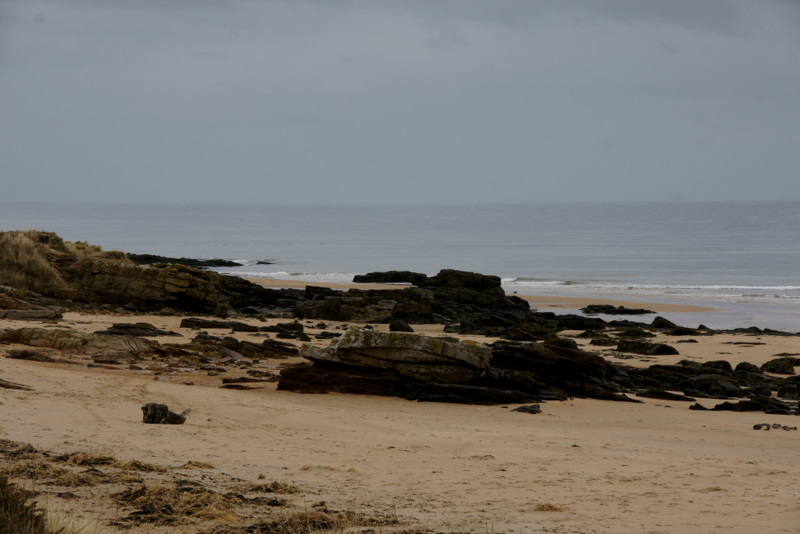
Spiaggia di Dornoch

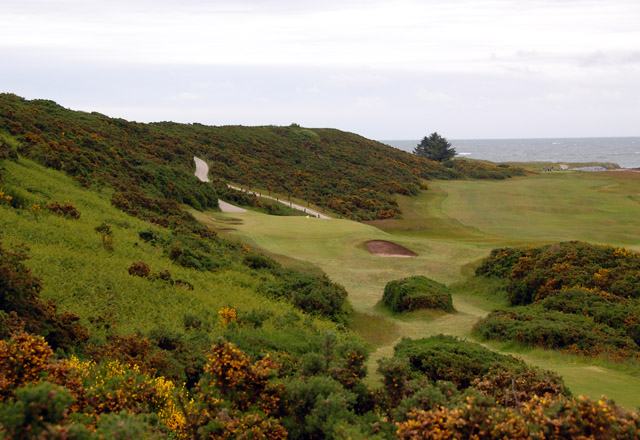
Dornoch: il Royal Dornoch Golf Course

Dornoch (pron. /ˈdɔrnɒx/; in gaelico scozzese: Dòrnach, in Scots: Dornach; 1.200 ab. ca.) è una località balneare sul Mare del Nord della Scozia nord-orientale, affacciata sul Dornoch Firth e facente parte dell'area amministrativa dell'Highland. La cittadina era un tempo il capoluogo della contea storica del Sutherland e il principale centro della Scozia nord-orientale.

## Etimologia
Il toponimo Dornoch, attestato nel 1230 come Durnach, deriverebbe da un termine della lingua dei Pitti che significherebbe "fortezza", "roccaforte" (celt. durnacon).

## Geografia fisica

### Collocazione
Dornoch si trova all'incirca a metà strada tra Golspie e Tain (rispettivamente a sud della prima e a nord della seconda), a circa 70 km a nord di Inverness.

## Società

### Evoluzione demografica
Al censimento del 2011, Dornoch contava una popolazione di 1.208 abitanti.

## Storia
La località divenne un burgh nel 1628.
Nel 1722 fu eseguita a Dornoch, ai danni di una certa Janet Horne, l'ultima condanna al rogo per stregoneria nella storia delle Isole britanniche: l'episodio è ricordato in una stele.

## Edifici e luoghi d'interesse

### Cattedrale
La Cattedrale di Dornoch fu eretta nel 1224 per volere del Vescovo Gilberto, distrutta nel 1570 durante le guerre di religione e ricostruita come chiesa parrocchiale nel 1837.
L'edificio è diventato famoso in tutto il mondo nel dicembre 2000, quando la cantante Madonna (che il giorno precedente si era sposata con Guy Ritchie nel vicino Skibo Castle) vi ha fatto battezzare il figlio.
|  |

### Castello
Il Castello di Dornoch, ora riconvertito in hotel, fu costruito tra il XV secolo e il XVI secolo nel luogo dove sorgeva il Palazzo del Vescovo di Caithness ed ampliato agli inizi del XIX secolo.
|  |  |

## Sport
Dornoch possiede un campo da golf, il Royal Dornoch Golf Course, considerato tra i dodici migliori al mondo.

## Dornoch in letteratura
- A Dornoch è ambientato il romanzo di Rosamunde Pilcher Solstizio d'inverno (Winter Solstice, 2000) dove la località compare con il nome fittizio di Creagan[17]

## Dornoch nel cinema e nelle fiction
- Dornoch è stata una delle location del film di Neil Thompson del 1992 Runrig: Wheel in Motion[18]
- Dornoch è stata una delle location della serie televisiva del 1998 Russell Grant's Postcards[19]